# بود ماهورين
العقيد ووكر ميلفيل " بود " ماهورين ولد في 5 ديسمبر 1918في مدينة ميتشغان وتوفي 11 مايو 2010في مدينة كالفورنيا و كان ضابطًا وطيارًا في القوات الجوية الأمريكية .  خلال الحرب العالمية الثانية ، و أثناء خدمته في القوات الجوية للجيش الأمريكي ، كان بطلًا طائرًا .

## ملحوظات
1. ↑   http://www.news-sentinel.com/apps/pbcs.dll/article?AID=/20100514/NEWS/5140311. {{استشهاد ويب}}: |url= بحاجة لعنوان (مساعدة) والوسيط |title= غير موجود أو فارغ (من ويكي بيانات) (مساعدة)
2. ↑  Shapiro، T. Rees (14 مايو 2010). "Walker M. "Bud" Mahurin, a top flying ace, dies at 91". واشنطن بوست. مؤرشف من الأصل في 2023-10-31.